# سفارة أذربيجان في التشيك
سفارة أذربيجان في التشيك هي أرفع تمثيل دبلوماسي لدولة أذربيجان لدى التشيك. تقع السفارة في براغ وهي تهدف لتعزيز المصالح الأذربيجانية في التشيك.

## وصلات خارجية
- قائمة سفارات أذربيجان
- قائمة السفارات في التشيك